# Поветлужье (автодорога)
Федеральная автомобильная дорога Р-177 «Поветлужье»  — автомобильная дорога общего пользования федерального значения Нижний Новгород — Йошкар-Ола. Длина  300,5 километров.

## История
1 сентября 2020 года в оперативное управление подведомственного Росавтодору ФКУ «Волго-Вятскуправтодор» передан участок автодороги Р-177 «Поветлужье» от границы Нижегородской области возле деревни Подгорное до Йошкар-Олы протяжённостью 167,2 км/
23 сентября 2020 года участок автодороги Р-177 «Поветлужье» Нижний Новгород — Йошкар-Ола с 53 по 187 км в Нижегородской области перешёл в федеральную собственность. Ранее он состоял из двух региональных дорог 22Р-0159 и 22К-0018. Протяжённость дороги «Поветлужье» в Нижегородской области составляет 133,3 км. Она проходит по территориям городского округа Семёновский и Воскресенского района. Здесь расположено 16 мостов, путепровод через железнодорожные пути, 135 водопропускных труб. Процедура перевода в федеральную собственность оставшегося участка в городе Бор начнётся после ввода в эксплуатацию строящейся сейчас новой автодороги Неклюдово — Золотово.